# عيفسيات
بق الماء أو العَيْفَسِيَّات أو بقيات الماء الكبيرة أو البَلَستوميات أو البقيات المائية الضارية أو عائلة بق الماء العملاق أو بق الضوء الكهربائي (الاسم العلمي Belostomatidae)، فصيلة حشرات من نصفيات الأجنحة. وهي أكبر الحشرات حجما في رتبة نصفيات الأجنحة. أنواعها نحو 170 موائلها المياه العذبة في كافة أنحاء العالم. يوجد أكثر من 110 نوعًا في المنطقة القطبية الشمالية الجديدة، ونحو 20 نوعًا في أفريقيا، وعدد قليل منتشر في مناطق أخرى.